# حارة ملقاط الشمالية (الشيخ عثمان)

تعديل مصدري - تعديل

حارة ملقاط الشمالية هي إحدى حارات حي أول مايو الواقع بمديرية الشيخ عثمان التابعة لمحافظة عدن، بلغ تعداد سكانها 892 نسمة حسب تعداد اليمن لعام 2004.